# Heinrich August Luyken
Heinrich August Luyken (10 december 1864 in Altenkirchen – 21 september 1947 in Amersham) is een auteur van diverse avonturenromans in het Esperanto.
Heinrich Luyken ging naar het gymnasium in Düsseldorf. In 1885 emigreerde hij naar Engeland en verwierf hij burgerschap. Hij trouwde met de Engelse Alice Maud Marian Newbon met wie hij vier kinderen kreeg.
Hij leerde Esperanto in het jaar 1904 en hij begon al snel met de verspreiding ervan. Heinrich Luyken wordt beschouwd als een van de belangrijkste schrijvers van de Esperantoliteratuur voor de Tweede Wereldoorlog. Hij publiceerde vier avonturenromans tussen 1912 en 1914, waarin de hoofdpersoon een ketter is, die "gered" wordt door zijn geloof.